# Cordagalma ordinatum
Cordagalma ordinatum is een hydroïdpoliep uit de familie Agalmatidae. De poliep komt uit het geslacht Cordagalma. Cordagalma ordinatum werd in 1932 voor het eerst wetenschappelijk beschreven door Totton. 